# 吉川朝経
吉川 朝経（きっかわ ともつね）は、鎌倉時代の武士、御家人。吉川氏3代当主。

## 生涯
正治2年（1200年）の梶原景時一族追討（梶原景時の変）の際に父吉川友兼を失うも、亡父の功と本人の功を讃えられて加増され、梶原氏の所領であった播磨国福井荘の地頭に任ぜられた。
仁治元年（1240年）に死去。
嫡男である経光とは生年が僅か10年しか変わらないため、兄弟もしくは親戚筋からの養子の可能性もある。